# Wilhelm Wolf (Politiker, 1897)

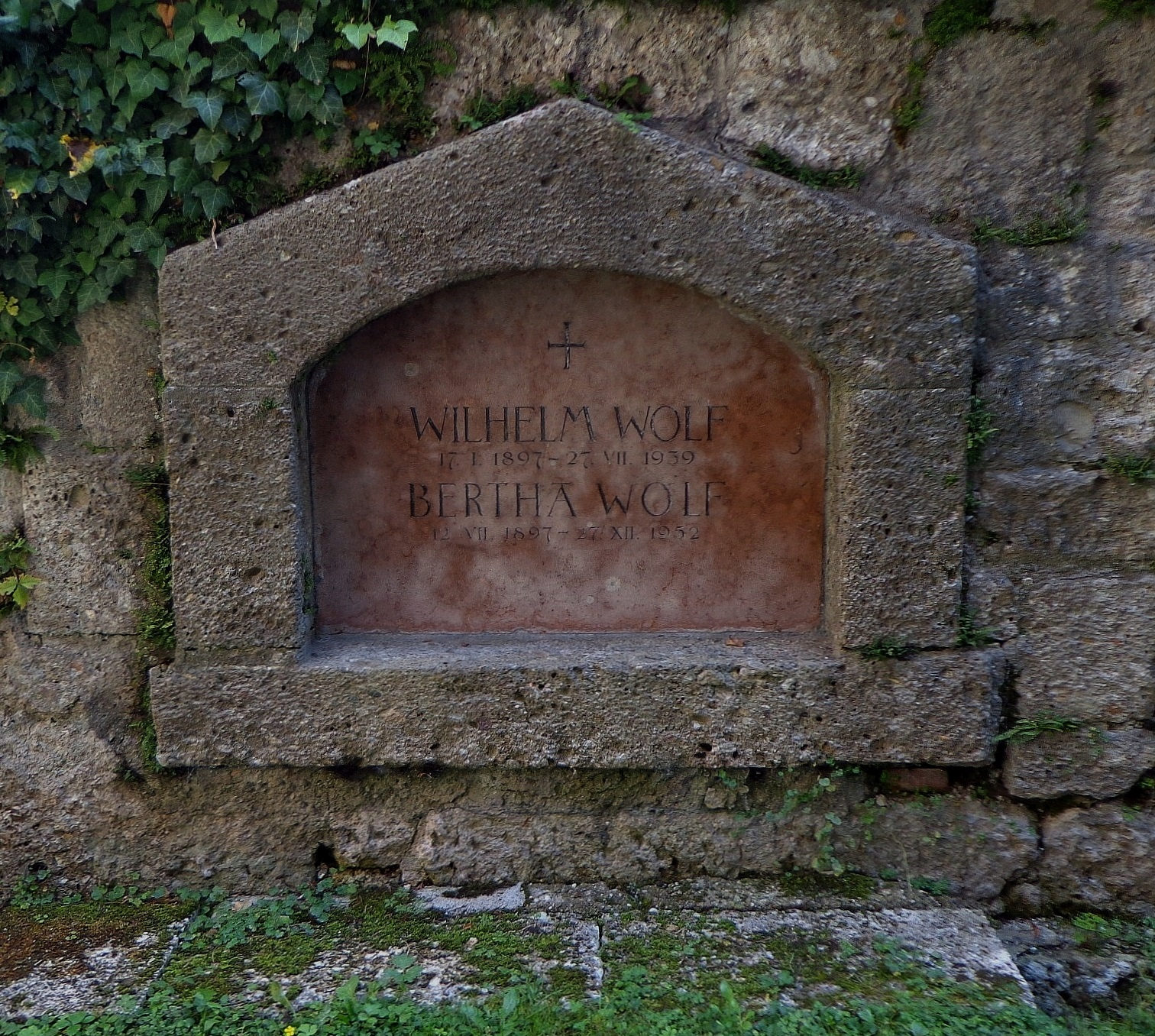
Grab von Wilhelm Wolf auf dem Petersfriedhof Salzburg

Wilhelm Wolf (teilweise auch Wolff; * 17. Jänner 1897 in Bludenz, Vorarlberg; † 27. Juli 1939 in der Nähe von Kapelln, Niederösterreich) war ein österreichischer Politiker und Historiker. Er war der letzte österreichische Außenminister vor der De-facto-Annexion Österreichs durch das nationalsozialistische Deutsche Reich im Jahr 1938. Als Mitglied der nationalsozialistischen Bundesregierung Seyß-Inquart unterzeichnete Wolf auch das Gesetz über die Wiedervereinigung Österreichs mit dem Deutschen Reich, mit dem Österreich als eigenständiger Staat zu existieren aufhörte.

## Leben und Wirken
Wilhelm Wolf wurde 1897 in der Stadt Bludenz im Vorarlberger Walgau geboren. Er besuchte in Bregenz, wo sein Vater als Landesbaumeister tätig war, das Gymnasium und begann ab 1915 zu studieren. An den Universitäten in Graz, Innsbruck, Wien und Berlin absolvierte er die Studien der Geschichte und der Germanistik und wurde schließlich im Jahr 1920 an der Universität Innsbruck mit einer Dissertation zum Thema „Die althochdeutsche Glossierung der lateinischen Schriften über den heiligen Martinus“ zum Doktor der Philosophie promoviert. Im selben Jahr, am 1. November 1920, wurde Wolf in den Archivdienst des Landes Vorarlberg am Vorarlberger Landesarchiv übernommen. 1924 wurde er daneben auch Sekretär der Vorarlberger Kunstgemeinde.
Mit 1. Juni 1926 trat Wilhelm Wolf in den Bundesdienst ein und wurde dem Bundesministerium für Unterricht dienstzugeteilt, wo er für die Amtsbibliothek, sowie die Abteilungen für Volksbildung und Filmwesen tätig war. 1930/31 wurde er karenziert, um die Leitung der wissenschaftlichen Abteilung der Radio Verkehrs AG übernehmen zu können. Zurück im Ministerialdienst erfolgte am 1. Oktober 1934 seine Ernennung zum Sektionsrat. Mit 1. Jänner 1937 wurde er in den Personalstand des Bundeskanzleramts übernommen und dort dem Bundespressedienst zugeteilt, wo er mit 1. Jänner 1938 zum Ministerialrat ernannt wurde. Er fungierte im Bundespressedienst als Treuhänder des Presseübereinkommens zwischen Österreich und dem Deutschen Reich vom 10. Juli 1937.
Nach dem erzwungenen Rücktritt von Bundeskanzler Kurt Schuschnigg und seiner Bundesregierung Schuschnigg IV am 11. März 1938 wurde Wolf am selben Tag als Nachfolger seines Nachbarn aus Kindertagen, Guido Schmidt, Außenminister der Bundesregierung Seyß-Inquart unter NS-Bundeskanzler Arthur Seyß-Inquart. Seine Amtszeit betrug nur zwei Tage, da eine der ersten Amtshandlungen der neuen Bundesregierung darin bestand, einen Gesetzesbeschluss über das Gesetz über die Wiedervereinigung Österreichs mit dem Deutschen Reich zu fassen, womit der Anschluss an das Deutsche Reich bereits am 13. März vollzogen wurde. Eine der wenigen weiteren Handlungen, die Wolf als Außenminister während seiner kurzen Amtszeit tätigte, war die Ausstellung eines Visums für Guido Zernatto und dessen Frau, die es diesen ermöglichte, vor den Nationalsozialisten über Ungarn nach Frankreich zu fliehen.
Wolfs Aufgabe als „Außenminister“ der (reichsdeutschen) Österreichischen Landesregierung bestand in der Folge nur noch darin, die „brauchbaren“ Beamten des vormaligen österreichischen Außenministeriums ins deutsche Reichsaußenministerium zu überführen. Wilhelm Wolf selbst gehörte allerdings nach Ansicht der deutschen Behörden trotz seiner Mithilfe bei der Beseitigung der österreichischen Regierung offensichtlich nicht zu diesen „brauchbaren“ Beamten: Er wurde am 6. Juni seines Amtes enthoben und am 13. Juli offiziell als erster Außenminister der Österreichischen Landesregierung verabschiedet. Anschließend wurde Wolf auf einen Posten als Kurator an der Konsularakademie Wien abgeschoben. Am 1. Mai 1938 trat er der NSDAP bei (Mitgliedsnummer 6.336.490). Mit 1. September 1938 trat er auf eigenen Wunsch in den Ruhestand.
Etwas weniger als ein Jahr später, am 27. Juli 1939, verunglückte Wolf tödlich bei einem Autounfall in der Nähe der niederösterreichischen Gemeinde Kapelln. Er wurde am 31. Juli 1939 im Rahmen eines von Adolf Hitler angeordneten Staatsbegräbnisses im Beisein von Arthur Seyß-Inquart, der seine Witwe geleitete, in Salzburg beerdigt.

## Privatleben
Wilhelm Wolf war ab 1915 Mitglied der katholischen Studentenverbindung AV Austria Innsbruck im Österreichischen Cartellverband und wurde von dieser 1947 aufgrund seiner Funktion im Anschlusskabinett und als Mitglied der NSDAP posthum ausgeschlossen. Zudem war er Mitglied der KÖHV Alpenland Wien, KaV Marco-Danubia Wien und KÖStV Rudolfina Wien, jeweils im ÖCV.
Er und seine Frau Bertha sind auf dem Petersfriedhof Salzburg bestattet (Gruft Nr. 2).